# Racial Integrity Act
A Racial Integrity Act (Faji Integritás Törvény) és a vele együtt hozott Sterilization Act (Sterilizációs Törvény, teljes nevén An ACT to provide for the sexual sterilization of inmates of State institutions in certain cases, azaz törvény az állami intézmények lakóinak bizonyos esetekben való szexuális sterilizálására) két, 1924. március 20-án hozott törvény volt az amerikai Virginia államban.
A Faji Integritás Törvény előírta, hogy mindenkinek a bőrszínét jegyezzék fel a születésekor, és bűncselekménnyé tette a fehérek és nem fehérek közötti házasságot. Ez volt az amerikai fajkeveredés-ellenes törvények leghíresebbike, amelyet 1967-ben érvénytelenített az amerikai Legfelsőbb Bíróság a Loving v. Virginia per során. A Sterilizációs Törvény lehetővé tette az „őrültek, idióták, imbecillisek, gyengeelméjűek és epilepsziások” kötelező sterilizálását. Ez a két törvény, amely előírta a „tudományos eugenika” gyakorlását, Harry Laughlin 1922-es eugenikai sterilizációs mintatörvényének virginiai megvalósítása volt.

## Előzmények
Az eugenika „tudománya” Francis Galton elméletéből nőtt ki. A mozgalom célja az örökletes genetikai rendellenességek vagy hibák kiszűrése volt az emberek „tenyésztésével”, vagyis annak szabályozásával, hogy kinek (és kivel) lehet gyereke. Az eugenika népszerűnek bizonyult az Egyesült Államokban: az első sterilizációs törvényt Indiana államban vezették be 1907-ben, majd Wisconsinben a házasságot engedélyhez, azt pedig orvosi vizsgálathoz kötötték 1913-ban. A következő évtizedekben számos további állam követte a példájukat.
A különböző bőrszínűek házasságát tiltó fajkeveredés-ellenes törvények, noha a Faji Integritás Törvény szövege eugenikai érveket sorol, jóval az eugenika születése előtt is elterjedtek voltak. Az első ilyen törvényt Virginiában hozták 1691-ben, és 1913-ra az USA 48 államából 30 (köztük az összes déli állam) bevezetett hasonló szabályozást.
Harry Laughlin, az Eugenics Record Office vezetője, aki a 20. század első felében az amerikai eugenika egyik vezéralakja volt, problémának látta, hogy az eugenikai törvényeket, különösen a sterilizációs törvényeket nem tartatják be. (1914-re 12 államban volt sterilizációs törvény, de Kalifornia volt az egyetlen, ahol rendszeresen éltek is vele.) Ennek orvoslására 1922-es Eugenical Sterilization in the United States (eugenikai sterilizáció az Egyesült Államokban) című könyvében megjelentetett egy „eugenikai sterilizációs mintatörvényt” ("Model Eugenical Sterilization Law"), amely hatékonyabb szabályozást írt elő. A javasolt változtatásokat számos államban bevezették, Virginia is köztük volt.

## Bevezetés és következmények
1924-ben, két évvel Laughlin könyvének megjelenése után az általa javasolt törvényszöveget kevés módosítással elfogadták. A törvény a befolyásos New York-i eugenikus, Madison Grant álláspontját, az „egy csepp szabály” tükrözte: akinek bármilyen csekély mértékben is vannak négerek az ősei között, az színesbőrűnek számít. (Grant szavaival: „Ha egy fehér embert keresztezünk egy indiánnal, indiánt kapunk; ha négerrel, négert kapunk; ha hinduval, hindut kapunk; ha a három európai faj bármelyikébe tartozókat keresztezzük egy zsidóval, zsidót kapunk.”) Egy kivétel volt ez alól, az ún. Pocahontas-kivétel: mivel számos befolyásos virginiai család Pocahontastól származtatta magát, és az egy csepp szabály alapján ők is színesbőrűnek számítottak volna, a Virginia General Assembly úgy határozott, hogy aki legfeljebb egytizenhatod részben indián származású, az még fehérnek számít.
A törvény végrehajtását Walter Ashby Plecker, a virginiai statisztikai hivatal vezetője irányította, aki a „fehér faj” felsőbbrendűségének híve és – John Powell és Earnest Cox mellett – a törvény egyik fő lobbistája is volt. Plecker eltörölte a korábbi hat bőrszín-kategóriát, és csak „fehér” és „színes” minősítéseket írt az anyakönyvi kivonatokra. Az indiánok nagy részét visszamenőleg is átkategorizálta, és ezzel lényegében eltörölte a virginiai indián törzseket; a későbbi, indiánokat támogató törvényeket Virginiában nem sokan tudták igénybe venni, mert nem tudták igazolni az indián származásukat. Plecker még a fehéreknek fenntartott temetőkből is kiásatta és máshova temettette azokat, akiknek a származását nem találta kellőképpen tisztának, és megpróbálta rávenni az iskolákat, hogy zárják ki a mulatt gyerekeket. A törvény eltörléséig több mint hat és félezer embert erőszakkal sterilizáltak.

### A törvények felhasználása a kisebbségek ellen
Az eugenika hívei az etnikai kisebbségeket eliminálandó genetikai deformitásoknak tartották. 1893-ban, egy később elhíresült nyílt levélben, a Virginia Medical Monthlyban Hunter Holmes McGuire, az American Medical Association elnöke tudományos magyarázatot kért a négerek szexuális perverzitására. A válaszoló szakértő, Frank Lydston szerint az afroamerikaiakat a „civilizálatlan őseiktől származó örökletes hajlamuk” készteti arra, hogy fehér nőket erőszakoljanak meg, és az ilyen bűnözőket kasztrálással kéne abban meggátolni, hogy terjesszék a fajtájukat. 1935-ben, amikor a nácik 600 algériai gyereket sterilizáltak, akiknek német anyja és afrikai apja volt, Plecker ezt írta Walter Grossnak, a német eugenikai hivatal vezetőjének: „Remélem, hogy tökéletes munkát végeztek, és egy sem maradt ki. Néha sajnálom, hogy nincs meg a hatalmunk hozzá, hogy Virginiában is hasonló intézkedéseket vezessünk be.”
Noha a törvény nem adott felhatalmazást arra, hogy pusztán a bőrszínük miatt sterilizálják a fekete, mulatt és indián gyerekeket, néhány kulcspozícióban lévő virginiai eugenikus (többek között Joseph DeJarnette, a stauntoni állami kórház igazgatója és Harvey Jordan, a University of Virginia orvostudományi karának dékánja) talált megoldást. A Sterilizációs Törvény feljogosította az állami intézményeket, köztük a kórházakat, pszichiátriai intézményeket és börtönöket, hogy sterilizálják a „gyengeelméjűeket” – ami nagyon szubjektív meghatározásnak bizonyult. Gyengeelméjűségre hivatkozva a kórházakban számos fekete és indián nőt sterilizáltak, aki betegség vagy terhesség miatt ment oda, nem ritkán úgy, hogy nem is tudott róla.

### Carrie Buck esete
Nem csak az etnikai kisebbségek váltak a törvények áldozatává: a szegényeket éppúgy eliminálandó csoportként kezelték. Laughlin 1924-ben azzal érvelt a törvény mellett, hogy „a Dél antiszociális fehéreinek változatlan, ignoráns és értéktelen osztálya” társadalmi problémát jelent a „normális” embereknek, és az elszaporodásuk csak úgy gátolható meg, ha a reprodukciójukat megakadályozzuk.
A sterilizációs törvény első és leghíresebb áldozata Carrie Buck volt. A szegény családból származó Buck nevelőszüleivel élt a virginiai Charlottesville-ben. 17 éves korában a nevelőszülők unokaöccse megerőszakolta, és teherbe esett; hogy eltussolják az ügyet, gyengeelméjűséggel, prostitúcióval és promiszkuitással vádolták és elmegyógyintézetbe adták, gyerekét a nevelőszülei fogadták örökbe.
1924. szeptember 10-én Albert Sidney Priddy, a Virginia State Colony for Epileptics and Feebleminded felügyelője, maga is lelkes eugenikus, kérvényezte az igazgatótanácsnál Buck sterilizálását. Állítása szerint Buck imbecillis volt (ez a korabeli definíció szerint azt jelentette, hogy egy hat és kilenc év közötti gyerek szintjén teljesített a Stanford–Binet-intelligenciateszten), és genetikai veszélyt jelentett a társadalomra. Az igazgatótanács jóváhagyta a kérvényt, Buck nevelője azonban fellebbezett, így az a bíróság elé került. A Buck v. Bell perben (az időközben meghalt Proddy helyét utódja, James Hendren Bell vette át) a kötelező sterilizációs sorra helybenhagyták a helyi és állami bíróságok, majd végül 1927-ben 8-1 arányban megerősítette az Egyesült Államok legfelsőbb bírósága is. Oliver Wendell Holmes, Jr., a Legfelsőbb Bíróság döntését író bíró így indokolta, hogy a „tiszta” génállományhoz fűződő államérdek erősebb az egyén saját testéhez való jogánál:
„Nem egyszer láttuk, hogy a közjóért még a legjobb állampolgároknak is az életüket kell áldozniuk. Furcsa lenne, ha azoknak, akik elszívják az állam erejét, nem kellene meghozniuk ezt a kisebb áldozatot, amit talán nem is éreznek áldozatnak, hogy ne árasszon el bennünket az inkompetencia. Jobb a világnak, ha nem várjuk meg, hogy ki kelljen végezni a degenerált ivadékaikat bűnözésért, vagy elnézni, ahogy éhenhalnak az imbecillitásuk miatt, hanem megakadályozzuk azokat, akik nyilvánvalóan nem életrevalóak, hogy szaporítsák a fajtájukat. Ugyanaz az elv, ami a kötelező védőoltást indokolja, vonatkozik a petevezeték átvágására is. (…) Három generációnyi imbecillis éppen elég.”
Az utolsó mondattal arra utalt, hogy magát Buckot, az anyját és a lányát is imbecillisnek találták (a vizsgálat idején fél éves lány esetében ezt a megvizsgálására kiküldött szociális munkás „megérzésén” kívül semmi nem támasztotta alá). Buckot nem sokkal ezután sterilizálták, majd kiengedték az intézetből; sterilizálták anyját és lányát is (utóbbi később teljesen átlagosnak bizonyult, és jól teljesített az iskolában egészen nyolcéves koráig, amikor egy betegség végzett vele). Később titokban sterilizálták Buck húgát is, amikor vakbélgyulladással kórházba került; ő maga csak 1980-ban tudta meg, miért nem lehetett gyereke. Buck maga szabadulása után megházasodott, és még 25 évig élt; a vele találkozó kutatók és újságírók egyöntetűen műveletlen, de teljesen átlagos szellemi képességű nőként írták le.
A Legfelsőbb Bíróság döntése nagy győzelem volt az eugenikusok számára; megmutatta, hogy a Laughlin útmutatásait követő törvény működőképes és jogilag védhető. Számos állam lecserélte a korábbi, működésképtelen sterilizációs törvényét a virginiairól mintázottra, és a sterilizációk száma meredeken nőni kezdett.

## Eltörlés és bocsánatkérés
A sterilizációk száma folyamatosan nőtt 1927-től 1942-ig; ekkor a legfelsőbb bíróság a Skinner v. Oklahoma ügyben alkotmányellenesnek nyilvánította az elítéltek sterilizálását. Noha a döntés közvetlen oka az volt, hogy az oklahomai törvény eugenikai érvekkel igazolhatatlan megkülönböztetést tett a szegényekre jellemző bűncselekmények (mint a lopás, rablás) és a fehérgalléros bűntettek között, a bírók kihangsúlyozták, hogy a sterilizációt általában is kritikus szemmel kell nézni. Formálisan a döntés csak a bűnözők sterilizálását tiltotta meg, a fogyatékosokét nem, de elbizonytalanította az eugenika támogatóit. Ekkortájt kerültek napvilágra a nácik által eugenika címén elkövetett atrocitások is (a Harmadik Birodalom 450 ezer embert sterilizáltatott egyetlen évtized alatt egy olyan törvény alapján, amihez az amerikai példából merítettek inspirációt), ez és a rasszizmussal való kapcsolata jelentősen megtépázta az eugenika mint ideológia tekintélyét. A sterilizációk ugyan folytatódtak, de kisebb számban és csökkent lendülettel.
1967-ben a Faji Integritás Törvény alapján Virginiából száműzött Loving házaspár pert indított, és a Loving v. Virginia ügyben a Legfelsőbb Bíróság alkotmányellenesnek nyilvánította a házasság bőrszín alapján való korlátozását, és ezzel a törvény egy részét is. A teljes törvényt 1975-ben törölte el a virginiai törvényhozás, a sterilizációs törvényt pedig 1979-ben (noha a gyakorlatból már a hatvanas évek elején kikopott). 2001-ben a törvényhozás sajnálatát fejezte ki, 2002-ben, a Buck v. Bell 75. évfordulóján pedig a kormányzó hivatalosan is bocsánatot kért Virginia állam nevében a sterilizációs törvényért, és annak az amerikai eugenikai mozgalomban játszott szerepéért.

## Lásd még
- Immorality Act